# Denticnema colvillei
Denticnema colvillei är en skalbaggsart som beskrevs av Dombrow 2007. Denticnema colvillei ingår i släktet Denticnema och familjen Melolonthidae. Inga underarter finns listade i Catalogue of Life.